# Kisonerga
Kisonegra (gr. Κισσόνεργα) – wieś w Republice Cypryjskiej, w dystrykcie Pafos. W 2011 roku liczyła 2004 mieszkańców.